# 北京公交365路
北京公交365路，是北京市海淀区的一条公交车线路，其最早前身可追溯至开通于1966年的文革学生大串联临时线路。主要经过中关村大街及其北延长线、闵航路等道路，途径清华大学、北京大学、北京体育大学等多所高等院校，北起永丰公交场站，西至闵庄南里，全程约30千米，共设43座车站，目前由北京公交集团第四客运分公司运营。

## 历史
1966年8月24日，文化大革命爆发后，为了方便学生大串联活动的进行，北京公交开行了由中国农业大学经中关村至北京体育学院的一条线路。
1970年12月1日， 农业大学至体育学院临时线路被分拆为北京公交62路（颐和园至东北旺公社）和北京公交65路（中关村经蓝旗营至体育学院）。
1972年11月，随北京公交统一调整，郊区公交车线路路号前面加上3，故北京公交65路改号为北京公交365路。
1985年，该线路中途站中关村站北移，线路车辆停靠地点同步调整。
1986年4月1日，365路南端终点由中关村延长至保福寺。
1992年4月29日，北京公交采纳市人大代表建议，调整北京公交365路，将该线北端终点由体育学院延至康家岭。
1995年至2000年期间，北京公交365路可能进行了调整，线路南端末站撤出保福寺并南延至三义庙，北端末站由康家岭北延至航天城。（因北京志的收录范围最晚至20世纪90年代中期，北京公交官网收录的线路调整公告时间最早截至2000年12月18日，资料短缺，因此365路有可能在这五年期间进行了上述调整）
2001年万泉河路改造期间，北京公交365路在苏州桥桥下掉头。
2002年5月26日，北京公交365路支线北端终点站由西二旗延长至西二旗北站。365路支线后来并入355支线，后355支线更名为北京公交333路。
2003年8月9日，北京公交365路公共汽车南端终点站由三义庙延至巴沟村西口。365路原路线在航天城至三义庙既有走向的基础上，增加长春桥路、万柳中路南口、巴沟南路、万柳中路北口、巴沟村、巴沟村西口车站的停靠，线路长度变为21.03公里。
2004年3月24日起，365路线路走向调整，南端终点站从巴沟村西口站撤出，并取消停靠巴沟南路、万柳中路北口、巴沟村、巴沟村西口四站，原路线由万柳中路南口向西经远大路东口、远大路西口、东冉村、小煤厂(单行)、东冉村西(单行)、南坞村（今已改为“南坞”）、昆明湖南路（今已改为“四海桥南”）、北营门、中坞、军需站等车站延长至闵庄南里，线路长度变为29.35公里。
2005年7月5日起之内一段时间内，因西四环北路辅路自来水施工，365路西向东方向部分路段绕行昆明湖南路，施工结束后365路运行路径改回原状。
2007年12月15~16日，因北京大学体育馆举行比赛活动的缘故，365路在每日17点30分至19点30分甩站通过中关园站。
2014年10月19日上午，因北京马拉松的缘故，北京公交365路运行区间临时调整为闵庄南里—三义庙。
2020年1月13日起，应乘客建议，北京公交365路双向增设“后厂村路”“软件园北站”站，闵庄南里→永丰公交场站方向增设“四通桥西”站。
2024年8月18日，随北京公交统一调整，365路永丰公交场站方向增加停靠“地铁永丰南站”站。

## 配车及运转情况

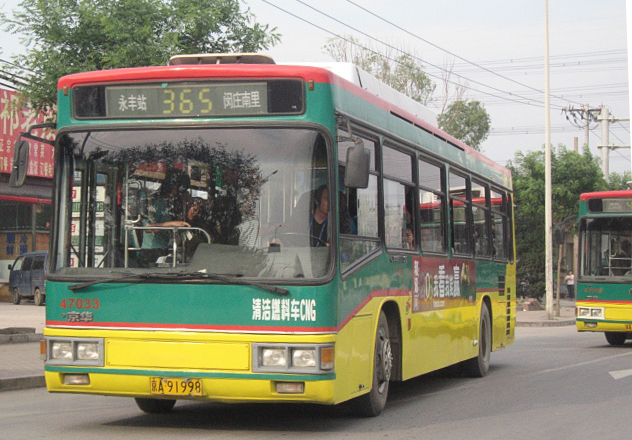
北京公交365路曾使用京华客车天然气客车运转，摄于2008年。

2006年前后，北京公交365路曾使用京华客车生产的BK6111CNG天然气客车。

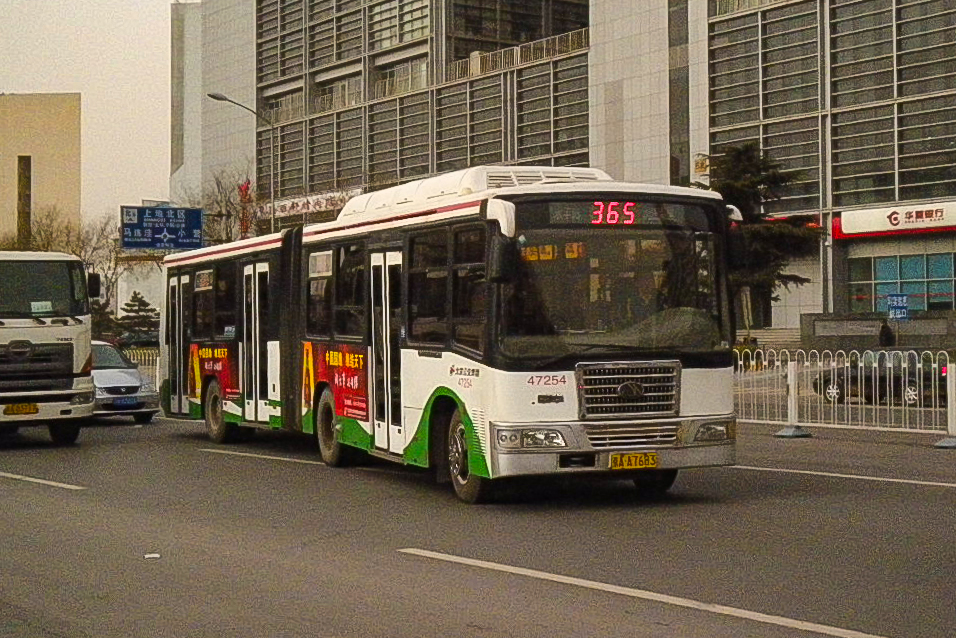
365路所使用的BK6141CNG

大约2010年至2015年，北京公交365路曾使用京华客车生产的BK6141CNG铰接车。
目前，北京公交365路主要使用福田汽车生产的BJ6123C7BTD-1天然气客车和BJ6109SHEVCA-1电动客车。

## 运营情况
2003年8月9日起，北京公交365路营业时间为巴沟村西口5：40－20：30，航天城6：00－21：30，全程票价2元，月票有效。
2004年3月24日起，北京公交365路的营业时间为6：00－21：00，全程票价3元，月票有效。
目前，北京公交365路营业时间为闵庄南里5:30-22:00，永丰公交场站6:00-21:30，最低票价2元，全程票价6元，一卡通及交通联合卡有效。